# Трпимир II
Трпимир II (хорв. Trpimir II) (умер в 935 году) — король Хорватии из династии Трпимировичей, правивший в 928—935 годах.
О семье Трпимира известно мало. Вероятно, он был сыном князя Мунцимира и младшим братом первого короля Хорватии — Томислава I.
После смерти болгарского короля Симеона I и ликвидации угрозы дальнейшей территориальной экспансии Болгарии Византия более не нуждалась в военном союзе с Хорватией. В правление Трпимира Константинополь разорвал договор о передаче адриатических византийских городов под управление Хорватии и вернул их под свой контроль, хотя власть Византии над ними была чисто номинальной.
В царствование Трпимира продолжался церковный конфликт между сторонниками латинизации литургии и сторонниками славянского богослужения, начатый в правление Томислава на сплитских соборах. Папа Лев VI встал на сторону сплитской, пролатинской, партии и утвердил решение о ликвидации Нинской епархии и переводе епископа Гргура, главного сторонника славянской литургии, в маленький город Скрадин, что было воспринято его сторонниками, как унижение.
Согласно трактату «Об управлении империей» императора Константина VII Багрянородного, при Трпимире Хорватия обладала мощным флотом, не только военным, но и торговым, что позволяло ей вести торговлю по всей Адриатике.
Преемником Трпимира на престоле стал его сын Крешимир.